# 愛媛大学教育学部附属小学校
国立大学法人愛媛大学教育学部附属小学校（えひめだいがくきょういくがくぶふぞくしょうがっこう）は、愛媛県松山市にある国立の小学校。
合唱の名門として知られ、NHK全国学校音楽コンクール全国コンクールに史上最多の53回出場している。2013年に創立130周年を迎えた。

## 沿革
- 1883年（明治16年）10月 - 愛媛師範学校附属小学校として二番町に開校。
- 1890年（明治23年） - 愛媛師範学校附属小学校が木屋町（現在の若草町）に移転。
- 1911年（明治44年） - 愛媛県女子師範学校附属小学校が三津に開校。
- 1912年（大正元年）9月 - 男子師範学校附属小学校が城山の西のふもとに移転。
- 1947年（昭和22年） - 学校給食を開始。
- 1951年（昭和26年）4月 - 愛媛大学教育学部附属小学校に改称。
- 1953年（昭和28年）1月 - 樋又へ移転。
- 1969年（昭和44年） - 現在地に移転。
- 1970年（昭和45年） - 幼稚園が愛媛大学教育学部附属幼稚園として独立。
- 1972年（昭和47年） - 養護学級が愛媛大学教育学部附属養護学校として独立。
- 2010年（平成23年） - 体育館のガラス入れ替え工事終了
- 2021年（令和03年） - 大規模改修工事終了

## コーラス部
この学校は各教室にピアノを導入し、小学1年生から音楽に関しては専科の教員による授業を実施するなど音楽教育に力を入れていることで全国に知られている。中でもこの学校のコーラス部は100年近い歴史を持つ。
NHK全国学校音楽コンクールには1938年に初めて愛媛師範学校附属小学校として全国コンクールに出場し、翌年の1939年に初めての全国コンクール優勝（現在の金賞）。
戦後では1963年の久米孝義と高須賀タキの指導による全国コンクール1位（現在の金賞）を皮切りに、後継の小川俊彦、阪本佳子も含め全国コンクールでは12回の金賞（全国一位）に輝いており、第81回で2年連続53回目の出場を果たし、全国大会出場回数は他の学校と桁違いである。2009年をもって阪本佳子が定年退職を迎えたが、今もなお全国トップ水準の合唱団である。
部のテーマは「詩の心を美しいハーモニーで飾ろう」「いい顔、いい声、いい心」「歌う喜び、歌える喜び」である。
- 1974年 - 少年少女の合唱とピアノのためのファンタジー「川と少年」から「『絶対に』は否定の副詞」（全国金賞）
- 1975年 - 合唱組曲「鮎の歌」から「猪譚」
- 1976年 - アイヌに捧げる小さなレクイエム（四国銀賞）
- 1977年 - 桑名の殿様（全国優良賞）
- 1978年 - 少年少女のための合唱組曲「祭りと子ども」から「祇園祭」（全国金賞）
- 1979年 - 児童合唱のための組曲「火のくにのうた」から「阿蘇」(全国金賞）
- 1980年 - 少年少女のための合唱風土記 組曲 「城下町の子ども」から「まつり」（全国優良賞）
- 1981年 - 合唱組曲「駿河のうた」から「空と樹海と湖と～富士山のうた～」（全国銀賞）
- 1982年 - 女声合唱曲集「月と良寛」から「月のうさぎ」(全国金賞）
- 1983年 - こどものための合唱組曲「どろんこのうた－野村学園の子供たち－」 から「つくる」（全国優良賞）
- 1984年 - 合唱組曲「駿河のうた」から「みかんの花はかおり」（全国金賞）
- 1985年 - 少年少女の合唱のための組曲「生まれて生きて」から「針の山」(全国銀賞）
- 1986年 - 雲（全国金賞）
- 1987年 - こどものための合唱曲集「ぼくらのマーチ・オン・マーチ」から「あいつ」（全国金賞）
- 1988年 - 合唱組曲「鮎の歌」から「わさび田」（全国金賞）
- 1989年 - 児童合唱と太鼓のための「生まれてから」から「太鼓打ち」（全国金賞）
- 1990年 - 童声（女声）合唱とピアノのための組曲「わらべうた」から「うそつき」「すりむきうた」（全国金賞）
- 1993年 - 合唱組曲「日曜日～ひとりぼっちの祈り～」から「朝」（全国金賞）
- 1996年 - 女声合唱とピアノのための「民話」から「鬼とおじいさん」(四国銀賞）
- 1997年 - 東北地方のわらべうたによる 九つの無伴奏女声合唱曲集から「郵便配達」「ほたるこい」「べごこ三匹」（四国銀賞）
- 1998年 - 童声合唱と太鼓のための「ふじさんはふじさん」より「ふじさんてでっかい」「ふじさんてふかいよ」「ふじさんてやさしいな」（全国銀賞）
- 1999年 - 「五つのスケッチ」から「まいごの子犬」「かわり者」（全国銅賞）
- 2000年 - こわくない（全国奨励賞）
- 2001年 - ヘンルーダの花が咲いたら（全国銅賞）
- 2002年 - ひとつめこぞう（全国優良賞）
- 2003年 - 合唱組曲「虹の橋」から「うちの裏のどら猫」（全国優良賞）
- 2004年 - 少年少女の為の合唱組曲「のびる」から「のびる」（全国優良賞）
- 2005年 - 少年少女合唱「まだ見ぬ星よ」から「まだ見ぬ星よ」（四国銅賞）
- 2006年 - 少年少女のための合唱組曲「虹がなければ」から「虹がなければ」（四国銅賞）
- 2007年 - しあわせ（四国銀賞）
- 2008年 - 少年少女のための合唱組曲「誰も知らない」から「兄弟」（全国銅賞）
- 2009年 - 少年少女のための合唱組曲「風と人のオペラ」から「風と人のオペラ」（全国優良賞）
- 2010年 - 花（全国銅賞）
- 2011年 - 歩いてゆこう（全国優良賞）
- 2012年 - 同声３部合唱とピアノのために「ユウキノウタ」から「僕のドラゴン」（四国銀賞）
- 2013年 - 樹形図（全国優良賞）
- 2014年 - 同声女声合唱とピアノのための「前へ」から「前へ」（全国優良賞）
- 2015年 - 少年少女のための合唱組曲「歌の始まり」から「歌のはじまり」（愛媛県金賞）

## 著名な出身者

### 財界
- 井関昌孝（元井関農機社長）

### 政治・行政
- 岩谷滋雄（外交官・1962年卒業）
- 関谷勝嗣（元自由民主党参議院議員・1949年卒業）

### 学者
- 佐伯和人（大阪大学大学院理学研究科准教授）
- 松岡紀雄（神奈川大学名誉教授・1952年卒業）
- 光藤英彦（元愛媛県立中央病院東洋医学研究所長・1952年卒業）
- 藻利重隆（一橋大学名誉教授）

### 画家
- 森庄平（画家・1950年卒業）

### 歌手
- 門屋留樹（声楽家・1956年卒業）
- 斉田正子（ソプラノ歌手）

### 演奏家
- 森本麻衣（ピアノ奏者）

### マスコミ
- 大堀結衣（元愛媛朝日テレビ、元北海道放送（HBC）アナウンサー）
- 木藤たかお（ラジオパーソナリティ、元ニッポン放送アナウンサー・1959年卒業）
- 鶴木陽子（元中京テレビアナウンサー）